# Cambândua
Cambândua é uma vila e comuna angolana que se localiza na província do Bié, pertencente ao município do Cuíto.